# نوق (رشتخوار)
نوق (رشتخوار)، روستایی از توابع بخش مرکزی شهرستان رشتخوار در استان خراسان رضوی ایران است.

## جمعیت
این روستا جزء یکی از روستاهای تاریخی و گردشگری شهرستان رشتخوار واقع در استان خراسان رضوی بوده و بر اساس سرشماری مرکز آمار ایران سرشماری عمومی نفوس و مسکن ( ۱۳۹۵)، جمعیت آن حدود ۲۵۰۰ نفر (۶۵۰ خانوار) بوده‌است. این روستا با قدمت بسیار زیاد مدفن بزرگانی همچون سید قوام‌الدین موسوی از نوادگان موسی‌ابن جعفر و پیرغار و شیخ ابدال بوده و بنا بر سنگ‌نوشته‌های آن قدمت آن به سال ۸۷۰ هجری قمری می‌رسد و درختان تنومند سرو و چنار دراطراف قنات پاچنار بیانگراین موضوع است.
این روستا به‌عنوان روستای هدف گردشگری شهرستان رشتخوار جاذبه‌های طبیعی و انسانی زیادی را در خود جای داده‌است همچون سدخاکی شهید حسینی، تنگل نوق، تنگل علی‌آباد دامن، کلاته ترک و نهالستان بادام آبکوه.
این جاذبه‌ها شکوه و صفای خاصی به رونق گردشگری روستا داده‌است اما امروزه خشکسالی‌های پیاپی بخشی ازاین رونق کاسته و با بارش نعمات الهی باران و برف در سال ۱۳۹۸ ان شاء الله شاهد رونق و بازگشت این زیبایی باشکوه خواهیم بود.
این روستا از منظر فرهنگی توانسته‌است پیشکسوتان و فرهنگیان زیادی را تربیت نماید به‌گونه‌ای که امروزه توانسته بخش اعظمی از نیروهای فرهنگی در منطقه و حتی تربت حیدریه و خواف را تأمین نماید تا
 جایی که در منظر همشهریان به پیشانی فرهنگی شهرستان رشتخوار معروف گشته‌است.